# Bob Katz
Bob Katz es un ingeniero de sonido estadounidense mayormente conocido por su trabajo en el área de la masterización y por ser el autor del libro "Masterización de Audio: La Ciencia y el Arte". Este libro debería ser considerado una referencia obligada tanto en la masterización como en la ingeniería de sonido de acuerdo a Roger Nichols y la revista inglesa de audio Sound on Sound. Katz ha grabado, mezclado y masterizado más de ciento cincuenta álbumes entre los que sobresalen cuatro nominados al Premio Grammy, tres de estos merecedores del gramófono.
También es el creador de los procesos K-Stereo y K-Surround, por los cuales obtuvo una patente en la oficina de patentes de Estados Unidos. Estos procesos recuperan y/o amplifican ambientes escondidos y generan imágenes stereo a partir de señales mono sin añadir reverberación adicional.
Entre 1978 y 1979 enseñó en el Institute of Audio Research y posteriormente en 1988, ingresó a Chesky Records en donde comenzó a grabar artistas de jazz y música clásica. Seguidamente en 1990, fundó Digital Domain Mastering una compañía de masterización y replicación de discos compactos en donde trabaja actualmente.

## Álbumes ganadores del Premio Grammy
masterizados por Bob Katz:
- 1985: Ben Kingsley, The Words of Gandhi
- 1997: Paquito D'Rivera, Portraits of Cuba
- 1997: Mike Gibbins, A Place In Time
- 2001: Olga Tañon, Olga Viva, Viva Olga

## K-system
Bob Katz ha propuesto el K-system para medir niveles de audio y estandarizar el rango dinámico en las grabaciones.